# The Many Adventures of Winnie the Pooh
The Many Adventures of Winnie the Pooh (conocida como Las aventuras de Winnie Pooh en Hispanoamérica y Lo mejor de Winnie the Pooh en España) es un largometraje animado estadounidense producido por Walt Disney Productions y distribuido por Buena Vista Distribution, estrenado el 11 de marzo de 1977.
El largometraje es en realidad la unión de tres cortos previamente proyectados en cine, basados en los cuentos de A. A. Milne: Winnie the Pooh y el árbol de miel (1966), Winnie Pooh y el bosque encantado (1968) y Winnie Pooh ¡y Tigger también! (1974). Debido a lo anterior, algunas personas también la consideran como una "película-paquete" (largometrajes compuestos de dos o más cortos realizados durante la Segunda Guerra Mundial para reducir costos), ya que también fue producida de esta manera por razones económicas.
Es también una de las últimas películas supervisadas personalmente por Walt Disney (Winnie Pooh y el árbol de miel fue proyectado en salas por primera vez cuando Disney aún vivía y también supervisó la producción de Winnie Pooh y el bosque encantado).
La película difiere de los cortos al final de cada uno de estos, ya que se creó un nuevo final para lograr unir los tres cortos. Aunque Disney siempre pensó en hacer un largometraje desde el inicio, se decidió por lo contrario -ya que la producción ya había empezado-, y realizó los cortos para familiarizar a la audiencia con los personajes.
La película tuvo varias secuelas como parte de su franquicia de medios, incluyendo una secuela dentro del canon animado de Disney lanzada en 2011.

## Reparto
- Winnie the Pooh: Sterling Holloway
- Christopher Robin: Bruce Reitherman, Jon Walmsley y Timothy Turner
- Piglet: John Fiedler
- Ígor: Ralph Wright
- Rito: Clint Howard y Dori Whitaker
- Cangu: Barbara Luddy
- Tigger: Paul Winchell
- Conejo: Junius Mathews
- Búho: Hal Smith
- Topo: Howard Morris
- Narrador: Sebastian Cabot

## Doblaje
El doblaje al español (realizado en 1998) estuvo a cargo del mexicano Francisco Colmenero. Este doblaje es usado y distribuido en todos los países de habla hispana. La calidad del doblaje mantiene vivo el estilo de doblaje de uno de los primeros directores de doblaje en español de América, Edmundo Santos.
- Winnie the Pooh: Luis Bayardo
- Piglet: Yamil Atala
- Tigger: Jesse Conde
- Conejo: Esteban Siller Garza
- Christopher Robin: Enzo Fortuny
- Igor: Blas García
- Búho: Raúl de la Fuente
- Cangu: Araceli de León
- Topo: Arturo Mercado
- Narrador: Raúl de la Fuente